# Alt, akkurat nå
Alt, akkurat nå är ett musikalbum med Jan Eggum. I motsättning till förra albumet, Rio, som spelades in i Rio de Janeiro med brasilianska musiker, spelades Alt, akkurat nå in på hemmaplan i Bergen med lokala musiker. Det var 15 år sedan Eggum spelade in ett helt album i Bergen.

## Låtlista
1. "Feil moral" – 3:34
2. "Kjærlighet som kommer" – 3:29
3. "Svik" – 3:15
4. "Laksevåg" – 3:21
5. "Medalje" – 4:01
6. "Gå vekk fra han" – 2:57
7. "Der inne" – 3:05
8. "Damen min" – 2:24
9. "Bak en vegg" – 3:39
10. "Eg vil se Gud" – 4:31
11. "Alt, akkurat nå" – 3:12
12. "Vi vil jo det" – 2:56

- Alla låtar skrivna av Jan Eggum.

## Medverkande
Musiker
- Jan Eggum – sång
- Yngve Sætre – orgel, synthesizer
- Jørgen Sandvik – gitarr, keyboard, bakgrundssång
- Sigbjørn Apeland – harmonium, orgel
- Martin Smoge – synthesizer, arrangement
- Chris Holm – basgitarr, bakgrundssång
- Ivar Thormodsæter – trummor, percussion
- Tatiana Pereira – percussion, bakgrundssång
- Andreas Hesselberg Hatzikiriakidis – trumpet
- Kjetil Møster – saxofon
- Håvard Funderud – trombon
- Oslo Strings – stråkinstrument
  - Lise Voldsdal – violin, arrangement (stråkinstrument)
  - Isa Caroline Holmesland – violin
  - Ragnhild Lien – violin
  - Kaja Fjellberg Pettersen – cello
- Popkoret Dixie – körsång (på "Laksevåg")

Produktion
- Yngve Sætre – musikproducent, ljudmix
- Martin Smoge – ljudtekniker
- Morten Lund – mastering
- Bjørn Opsahl – foto
- Eva Karlsson – omslagsdesign